# Leposternon infraorbitale
Leposternon infraorbitale är en ödleart som beskrevs av  Berthold 1859. Leposternon infraorbitale ingår i släktet Leposternon och familjen Amphisbaenidae. Inga underarter finns listade i Catalogue of Life.